# 2567 Elba
2567 Elba è un asteroide della fascia principale. Scoperto nel 1979, presenta un'orbita caratterizzata da un semiasse maggiore pari a 2,7376323 UA e da un'eccentricità di 0,1382292, inclinata di 8,90080° rispetto all'eclittica.
L'asteroide è dedicato alla cilena Elba Aguilera de Pizarro, madre degli scopritori.